# Toxkan
Der Toxkan (uigurisch توشقان ده‌رياسى Toxⱪan dəryasi; chinesisch 托什干河, Pinyin Tuōshígān Hé; kirgisisch Какшал Kakschaal; russisch Какшаал oder Кокшал Kokschal) ist der rechte Quellfluss des Aksu in Kirgisistan und im Uigurischen Autonomen Gebiet Xinjiang der Volksrepublik China.
Der Toxkan bzw. Kakschaal entsteht am Zusammenfluss von Aksai und Müdürüm. Wenige hundert Meter flussabwärts mündet die Kök-K`iya von rechts kommend in den Fluss. Wenige Kilometer später überquert der Fluss die Grenze nach China. Er fließt in östlicher Richtung südlich des Kokschaal-Taus, der einen Teil des Tian-Shan-Hauptkamms darstellt. Er durchfließt dabei die Kreise Akqi und Uqturpan. Nach etwa 300 km trifft der Toxkan unweit der Großstadt Aksu auf den wasserreicheren Kumarik und vereinigt sich mit diesem zum Fluss Aksu. Somit gehört der Toxkan zum Flusssystem des Tarim.